# 960年代
960年代（きゅうひゃくろくじゅうねんだい）は、西暦（ユリウス暦）960年から969年までの10年間を指す十年紀。

## できごと

### 960年
- ミェシュコ1世がポーランド王国を建てる。
- 趙匡胤（太祖）が宋を立てる。

### 961年
- イベリア半島でカスティーリャ伯領成立。

### 962年
- 東フランク王・イタリア王オットー1世、ローマ教皇から皇帝の冠を受け、神聖ローマ帝国が成立する。
- アフガニスタンでトルコ系のガズナ朝が成立。

### 965年
- 北欧でハラール青歯王がカトリック教会の洗礼を受ける。
- ベトナムで丁朝が成立。

### 967年
- 藤原実頼が関白となる。
- 村上天皇が没し、第63代冷泉天皇が即位。

### 968年
- 東ローマ帝国がアンティオキアを約330年ぶりにイスラム勢力から奪回する。

### 969年
- ファーティマ朝がエジプトに進出してイフシード朝を滅ぼす。
- 源満仲の讒言により左大臣源高明が左遷される（安和の変）。
- 藤原実頼、摂政就任。
- 高麗の使節が対馬にくる。
- 冷泉天皇が譲位し、第64代円融天皇が即位。